# Comando carabinieri per la tutela della biodiversità
Il Comando carabinieri per la tutela della biodiversità è il reparto dell'Arma dei carabinieri che esercita funzioni di direzione, di coordinamento e di controllo dei Raggruppamenti Carabinieri Biodiversità, Parchi e CITES.

## Storia
Il 25 ottobre 2016 veniva costituito Comando carabinieri per la tutela forestale, ambientale e agroalimentare, che il 1º gennaio 2017 assumeva le funzioni e il personale del disciolto corpo forestale dello Stato sulla tutela dei parchi nazionali, le riserve naturali e l'applicazione della convenzione di Washington sul commercio internazionale delle specie minacciate di estinzione.
Nell'agosto 2017 l'Arma istituisce il Comando per la Tutela della Biodiversità e dei Parchi, che coordina i tre neo istituiti raggruppamenti Biodiversità, Parchi e Cites.
Nel dicembre 2022 il "Raggruppamento carabinieri parchi" dal Comando tutela biodiversità passa a quello della tutela forestale.

## Struttura
È retto da generale di Brigata.
Il Comando è così organizzato:
Il Raggruppamento per la Biodiversità che gestisce e coordina:
- 28 Reparti Carabinieri per la Biodiversità 
  - 130 riserve naturali
- 3 Centri Nazionali Carabinieri Biodiversità
- 40 Nuclei Carabinieri Tutela Biodiversità (oltre a 2 distaccamenti);

Fino al 2022 ha gestito il Raggruppamento Carabinieri Parchi 
- 20 Reparti Carabinieri Parchi Nazionali 
  - 150 Stazioni Carabinieri Parco (oltre a 3 distaccamenti);

Il Raggruppamento Carabinieri CITES che coordina:
- un Reparto Operativo, in collegamento tecnico/funzionale con i Nuclei CITES dei gruppi territoriali e dei CAN dei Carabinieri forestali.